# Peter Pagel (Fußballspieler)
Peter Pagel (* 24. Februar 1956; † 12. Dezember 2010) war ein deutscher Fußballspieler.

## Karriere
1975 wechselte Peter Pagel zu Tennis Borussia Berlin. Mit TeBe konnte Pagel die Meisterschaft der 2. Bundesliga Nord feiern und dadurch in die Bundesliga aufsteigen. Jedoch setzte ihn Trainer Helmuth Johannsen lediglich in der Partie gegen Westfalia Herne ein, so dass Peter Pagel nach der Saison zum Spandauer BC wechselte, wo er auf Anhieb Stammspieler wurde.
Zur Zweitliga-Spielzeit 1980/81 ging Pagel zu Hertha BSC. Dort kam er unter Uwe Klimaschefski jedoch nicht an den Topstürmern Werner Killmaier (36 Saison-Tore) und Thomas Remark (22 Treffer) vorbei. Obwohl Hertha mit 123 Toren deutlich die meisten Tore gelangen, verpasste der Club hinter Werder Bremen und Eintracht Braunschweig den Aufstieg.
Nach dem Engagement bei Hertha wechselte Peter Pagel zum FC Homburg. In der Oberliga Südwest kam Pagel 21 Mal zum Einsatz und verhalf seinem Verein zur Meisterschaft. Anschließend kehrte er jedoch nach Berlin zurück, wo er erneut beim Spandauer BC spielte. Für den SBC gelangen ihm insgesamt 290 Pflichtspieltore in 356 Einsätzen, womit er der treffsicherste Spieler der Vereinsgeschichte ist. Mit 214 Treffern in 377 Einsätzen war er außerdem der erfolgreichste Torschütze der drittklassigen Amateur-Oberliga Berlin (1974–1991) und nach Andreas Stein (394 Spiele, alle für BFC Preussen) der Spieler mit den zweitmeisten Einsätzen in dieser Liga, deren Torschützenkönig er nach der Saison 1976/77 war.
Danach spielte er noch für den SC Gatow, den Spandauer SV und SC Charlottenburg, mit denen er jedoch in der Aufstiegsrunde zur 2. Bundesliga scheiterte. Im Anschluss an seine Spielerkarriere wurde Pagel unter anderem bei Alemannia 90/Wacker Trainer.

## Privates
Neben seiner Trainerkarriere verdiente er sein Geld als Busfahrer bei der BVG.
Am 12. Dezember 2010 verstarb Peter Pagel im Alter von 54 Jahren.